# Annabelle Rice
Annabelle Katherine Rice, född 24 april 1945, är en svensk-amerikansk teaterregissör, tidigare verksam som dansare och skådespelare. 
Rice utbildades på Balettakademien och hon dansade i shower med bland andra Claes-Göran Hederström och Jerry Williams. Hon gick därefter vidare till skådespelarutbildning på Calle Flygare Teaterskola. När hon blev erbjuden regibefattningen för den första pjäs hon skulle spela med i tackade hon ja och inledde sin yrkesbana.
Sommaren 2008 uppmärksammades hon för ett 1700-talsdrama på Skansen.